# Новое Село (Сморгонский район)
Но́вое Село́ (бел. Но́вае Сяло́) — деревня в Сморгонском районе Гродненской области Белоруссии. Входит в состав Вишневского сельсовета, до 2016 года входила в состав Войстомского сельсовета.
Расположена у восточной границы района. Расстояние до районного центра Сморгонь по автодороге — около 20,5 км, до центра сельсовета агрогородка Войстом по прямой — чуть менее 10 км. Ближайшие населённые пункты — Мицкевичи, Ротковичи, Ручица. Площадь занимаемой территории составляет 0,2536 км², протяжённость границ 4010 м.

## История
Деревня отмечена на карте Шуберта (середина XIX века) под названием Новосёлки в составе Войстомской волости Свенцянского уезда Виленской губернии.
После Советско-польской войны, завершившейся Рижским договором, в 1921 году Западная Белоруссия отошла к Польской Республике и деревня была включена в состав новообразованной сельской гмины Войстом Свенцянского повета Виленского воеводства. 1 января 1926 года гмина Войстом была переведена в состав Вилейского повета.
В 1938 году именовалось как Новосёлки Роткевичские и насчитывало 35 дымов (дворов) и 199 душ.
В 1939 году, согласно секретному протоколу, заключённому между СССР и Германией, Западная Белоруссия оказалась в сфере интересов советского государства и её территорию заняли войска Красной армии. Деревня вошла в состав новообразованного Сморгонского района Вилейской области БССР. После реорганизации административного-территориального деления БССР деревня была включена в состав новой Молодечненской области в 1944 году. В 1960 году, ввиду новой организации административно-территориального деления и упразднения Молодечненской области, Новое Село вошло в состав Гродненской области.

## Население
| 1938 | 1999 | 2009 |
| ---- | ---- | ---- |
| 199  | 64   | 22   |

## Транспорт
Через деревню проходит грунтовая автомобильная дорога местного значения Н7187 Мицкевичи — Новое Село — Ручица.

## Достопримечательности
В юго-восточной части Нового Села находится придорожная часовня постройки предположительно начала XX века